# Kanton Bourg-lès-Valence
Der Kanton Bourg-lès-Valence war von 1973 bis 2015 ein französischer Wahlkreis im Arrondissement Valence, im Département Drôme und in der Region Rhône-Alpes; sein Hauptort war Bourg-lès-Valence.
Der Kanton umfasste zwei Gemeinden und hatte 25.051 Einwohner (Stand: 2012). Die Fläche betrug 35,35 km².

## Gemeinden
| Gemeinde                      | Einwohner | Fläche in km² |
| ----------------------------- | --------- | ------------- |
| Bourg-lès-Valence (chef-lieu) | 18.347    | 20,30         |
| Saint-Marcel-lès-Valence      | 4.114     | 15,05         |